# Flujo de consciencia (psicología)
El flujo de la consciencia se refiere a la corriente de pensamientos en la mente consciente. Estudios de investigación han mostrado que sólo experimentamos un acontecimiento mental a la vez como un rápido fluir. William James, a menudo considerado el padre de la psicología estadounidense, fue el primero en acuñar la frase "flujo de consciencia". La gama completa de pensamientos —de la cual uno puede ser consciente— puede formar el contenido de esta corriente.

## Budismo
Los primeros escritos budistas describen el "flujo de consciencia" (Pali; viññāna-sota) el cual es referido como el Fluir de la mente. La práctica de conciencia plena, la cual se refiere a ser consciente en todo momento de la propia experiencia subjetiva, ayuda a la experiencia del "flujo de la consciencia" y gradualmente cultiva el conocimiento en uno mismo y la sabiduría.
Las enseñanzas budistas describen el flujo continuo de la “corriente de acontecimientos mentales y materiales” que incluye experiencias sensoriales (es decir: viendo, oyendo, saboreando, tocando, un recuerdo del pasado, un evento presente o imaginar otro en el futuro) así como varios acontecimientos mentales que consigue generar concretamente, sentimientos, percepciones y comportamiento/de intenciones. 

## Defensores, partidarios e impulsores
En sus conferencias (circa 1838–1839) Sir William Hamilton, 9.º Baronet, describe "pensamientos" como "una serie de actos indisolubles conectados"; considerándose este como la cuarta "ley del pensamiento" conocida como la "ley de razón y consiguiente":   
"La importancia lógica de la ley de Razón y Consecuencias descansa en esto: – Que en su virtud, el pensamiento está constituido como una serie de actos todos indisolublemente conectados; cada uno necesariamente influyendo en el otro" (Hamilton 1860:61-62).